# ویلیام والمزلی
ویلیام والمزلی (به انگلیسی: William Walmsley) (زاده ۱۸۹۲–۱۹۶۱) صنعتگر، کارآفرین و مکانیک انگلیسی فعال در صنعت خودروسازی بود. وی در سال ۱۹۲۲ شرکت خودروسازی جگوار را به همراه ویلیام لیونز، تأسیس کرد.